# 김윤중
김윤중(金閏中, 1990년 7월 4일 ~ )은 대한민국의 전직 스타크래프트 프로게이머이다. STX SouL 소속으로 활동하였다. 길드는 WHITE이며 Shuttle , Jum[WHITE] 라는 아이디를 사용하였으며, 종족은 프로토스다.
2006년 하반기 드래프트에서 STX SouL의 4차 지명으로 입단하였다.
2009년 박카스 스타리그 2009 예선에 통과해 BATOO 스타리그 08~09에 이어 2연속 본선 진출에 성공해 감격의 눈물을 흘렸다. 그리고 2009년 6월 10일 박카스 스타리그 2009 36강 K조 1차전에서 신노열을 2연속으로 꺾어낸 뒤 2차전에서 이영호에게 1경기에서 뛰어난 경기력으로 승리했으나 2경기와 3경기에서 패배해 많은 사람들의 안타까움을 자아냈다. 2012년 9월 21일 군대 입대를 위해 프로게이머를 은퇴할 것을 밝혔으나 지금은 인터넷 개인방송 아프리카TV에서 별팔이 활동하고 있다.
프로시절 데뷔전을 치루게 된 김봉준에게 불의의 일격으로 마패를 당한 경력이 있다. 봉라리스랩소디
2013년 현재 아프리카TV에서 열리는 소닉 스타리그에 참여하여 우승 후보로 손꼽혔으나,16강 B조 경기에서 박준오에게 성큰 러쉬를 당하며 패자조로 내려갔고, 박수범에게 불의의 일격을 당하며 2:0으로 탈락했다.
2014년 또 다시 소닉 스타리그 32강에서 변현제에게만 3연패 완패를 하며 탈락했다.
2016년 제 3의 라박테크로 첫째가 생겼다
(철구=제 2의 라박테크)
최근엔 전 프로게이머 이예준(BJ철구) 개인방송에 출연해 템트스 스타리그 16강 경기를 중계하였다.
온라인 리그에서는 괜찮은 성적을 거두지만 오프라인 리그에서는 염보성과 함께 매우 약한 모습을 보인다.

## PvsZ 공식전 최다 연승
기존 최다연승인 강민과 김택용의 9연승 기록을 11연승으로 갱신한 후, 12연승에 도전했지만 SK텔레콤 T1의 신예 어윤수에게 패배하며 기록이 끊겼다.
- 2009-01-28 바투 스타리그 08~09 와일드카드전 12강 B조 2경기 김윤중 승 vs 김재춘 패
- 2009-01-28 바투 스타리그 08~09 와일드카드전 12강 B조 3경기 김윤중 승 vs 김재춘 패
- 2009-06-10 박카스 스타리그 2009 36강 K조 1차전 1경기 김윤중 승 vs 신노열 패
- 2009-06-10 박카스 스타리그 2009 36강 K조 1차전 2경기 김윤중 승 vs 신노열 패
- 2009-07-06 신한은행 프로리그 08~09 5R STX vs KT 4세트 김윤중 승 vs 고강민 패
- 2009-12-15 신한은행 프로리그 09~10 2R STX vs 웅진 3세트 김윤중 승 vs 김명운 패
- 2010-02-08 신한은행 프로리그 09~10 3R STX vs 삼성전자 1세트 김윤중 승 vs 차명환 패
- 2010-02-08 신한은행 프로리그 09~10 3R STX vs 삼성전자 2세트 김윤중 승 vs 유준희 패
- 2010-03-02 신한은행 프로리그 09~10 3R STX vs 이스트로 2세트 김윤중 승 vs 김성대 패
- 2010-03-06 2010 MSL 서바이버 토너먼트 시즌1 11조 1경기 김윤중 승 vs 이영한 패
- 2010-03-10 신한은행 프로리그 09~10 3R KT vs STX 3세트 김윤중 승 vs 고강민 패

## 수상 경력
- 2006년 제 23회 커리지매치 입상
- 2008년 아레나 MSL 2008 32강
- 2008년 곰TV TG삼보-인텔 클래식 2008 시즌1 4강
- 2008년 곰TV TG삼보-인텔 클래식 2008 시즌1 최다세트 연승상
- 2008년 BATOO 스타리그 08~09 36강
- 2009년 곰TV TG삼보-인텔 클래식 2008 시즌3 8강
- 2009년 5월 박카스 스타리그 2009 36강
- 2010년 3월 하나대투증권 MSL 2010 16강
- 2010년 7월 대한항공 스타리그 2010 시즌2 36강
- 2010년 6월 빅파일 MSL 2010 32강
- 2011년 진에어 스타리그 2011 24강
- 2013년 4월 아이템베이 8차 소닉 스타리그 16강
- 2014년 1월 픽스 9차 소닉 스타리그 32강
- 2014년 2월 위메프 GOM 클래식 시즌4 4강
- 2015년 1월 스베누 10차 소닉 스타리그 32강
- 2015년 5월 스베누 스타리그 시즌 2 챌린지 24강
- 2015년 11월 VANT 36.5 대국민 스타리그 32강
- 2016년 9월 아프리카TV 스타리그 1차리그 우승